# Bertrand Vecten
Bertrand Benoît Marie Vecten (ur. 26 lutego 1972) – francuski wioślarz. Srebrny medalista olimpijski z Atlanty.
Zawody w 1996 były jego jedynymi igrzyskami olimpijskimi. Srebrny medal zdobył w czwórce bez sternika, zwyciężyli Australijczycy. Osadę tworzyli ponadto Gilles Bosquet, Daniel Fauché i Olivier Moncelet. W tej samej konkurencji był srebrnym medalistą mistrzostw świata w 1997.